# Кочхуджан

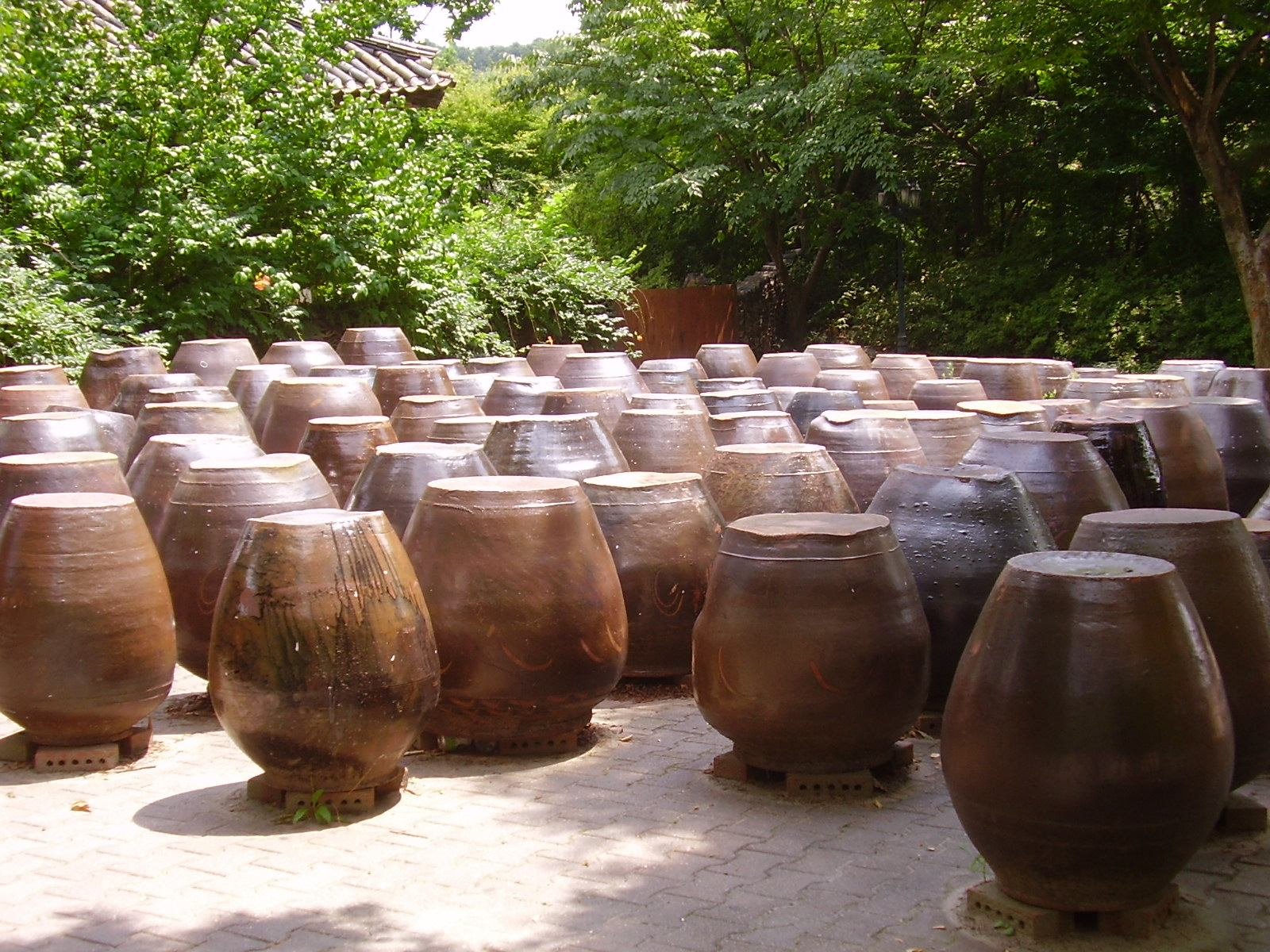
Горщики онггі з кімчі і кочхуджангом, які ферментуються

Кочхуджанг (кор. 고추장, Ханча 고추 醬) — традиційна корейська соєва паста з клейким рисом і ферментованим соєвими бобами, заправлена червоним перцем у високій концентрації. Кількість перцю така, що соєва паста зазвичай має темно-червоний колір.
Традиційно кочхуджанг протягом років бродить у великих горщиках на вулиці. Код HS кочхуджанга — 2103.90.1030.

## Історія
Кочхуджанг, ймовірно, з'явився в Кореї в кінці XVIII століття, після того, як перець чилі був завезений з Японії. Згідно Чунбо Саллі Кьондже (증보 산림 경제, 增補 山林 經濟, 1765), кочхуджанг готували, додаючи рисову пудру і червоний перець в соєву пасту і виставляючи суміш на сонце. Цей рецепт аналогічний сучасному.

## Складники
Крім червоного перцю, суміші клейкого і звичайного короткозернового рису і соєвих бобів в кочхуджанг кладуть сіль, а також іноді ячмінь, зерна пшениці, зизифус, гарбуз, солодку картоплю, мед, цукор.
В корейській кухні кочхуджангом приправляють ччиге (соуси), пулькогі, ненмьон і пібімпап. З нього готують й інші приправи, зокрема, чхогочхуджанг (초고추장) і ссамджанг (쌈장).
Чхокочхуджанг — це різновид кочхуджанга, популярна приправа до хе. У неї додають оцет, цукор і насіння кунжуту. Ссамджанг — це суміш кочхуджанга і твенджангу з цибулею.

## Поживна цінність
Кочхуджанг, канджанг і твенджанг вважаються незамінними інгредієнтами в корейській кухні. У кочхуджангі містяться білки, жири, вітаміни B  2 , C і каротин.